# Yanni Live at Royal Albert Hall
Yanni Live at Royal Albert Hall was een concert in 1995 met het statige orgel van Royal Albert Hall als onderdeel van het symfonieorkest van Yanni. De bijbehorende tournee in dat jaar was Yanni Live, The Symphony Concerts 1995. Dit optreden werd op video geregistreerd.

## Tracklist
1. "Desire"
2. "Dance with a Stranger"
3. "A Love for Life"
4. "Within Attraction"
5. "Reflections of Passion"
6. "Aria"
7. "Nostalgia"

## Musici

### Band
- Charlie Adams - drums
- Karen Briggs - viool
- Lynn Davis - zang
- Pedro Eustache - fluiten
- Ric Fierabracci - basgitaar
- Ming Freeman - keyboards
- Fran Logan -
- Daniel de los Reyes - percussie

### Dirigent
- Armen Anassian - dirigent, viool-solist

## Productie
- Uitvoerend producent - Yanni
- Producent - George Veras, Yanni
- Regisseur - Kate Ferris
- Producer muziekvideo - George Veras
- Technisch producer muziekvideo - Brian Powers,PMTV